# InterLiga 2008
InterLiga 2008 – piąty cykl InterLigi – rozgrywek pomiędzy ośmioma meksykańskimi zespołami o awans do Copa Libertadores.

## Uczestnicy
- Club América
- Atlas
- Cruz Azul
- Monterrey
- Morelia
- Pumas UNAM
- San Luis
- Toluca

## Stadiony
| Carson            | Frisco         | Houston           |
| ----------------- | -------------- | ----------------- |
| Home Depot Center | Pizza Hut Park | Robertson Stadium |
|                   |                |                   |

## Faza grupowa

### Grupa A
| Zespół       | M | Z | R | P | B+ | B- | +/– | Pkt. |
| ------------ | - | - | - | - | -- | -- | --- | ---- |
| Club América | 3 | 3 | 0 | 0 | 6  | 3  | +3  | 9    |
| Atlas        | 3 | 1 | 1 | 1 | 4  | 3  | +1  | 4    |
| Toluca       | 3 | 1 | 1 | 1 | 4  | 3  | +1  | 4    |
| Morelia      | 3 | 0 | 0 | 3 | 1  | 6  | –5  | 0    |

| 3 stycznia 2008 19:00 | Toluca | 0:0raport | Atlas | Robertson Stadium, Houston Sędzia: Terry Vaughn |
|                       |        |           |       |                                                 |

| 3 stycznia 2008 21:30 | Morelia | 0:1raport | Club América · Alejandro Argüello 11' | Robertson Stadium, Houston Sędzia: Alex Prus |
|                       |         |           |                                       |                                              |

| 6 stycznia 2008 16:00 | Club América · Alejandro Argüello 64' · Richard Núñez 76' | 2:10:1raport | Toluca · Vicente Sánchez 14' | Pizza Hut Park, Frisco Sędzia: Kevin Stott |
|                       |                                                           |              |                              |                                            |

| 6 stycznia 2008 18:30 | Atlas · Bruno Marioni 14', 67' | 2:01:0raport | Morelia | Pizza Hut Park, Frisco Sędzia: Mark Geiger |
|                       |                                |              |         |                                            |

| 9 stycznia 2008 20:00 | Toluca · Christian Giménez 43' · Zinha 70' · Vicente Sánchez 90+2' | 3:11:1raport | Morelia · Ever Guzmán 37' | Home Depot Center, Carson Sędzia: Tim Weyland |
|                       |                                                                    |              |                           |                                               |

| 9 stycznia 2008 22:15 | Atlas · Bruno Marioni 53', 74' (k.) | 2:30:0raport | Club América · Ismael Rodríguez 58' · Salvador Cabañas 68' · Alejandro Argüello 87' | Home Depot Center, Carson Sędzia: Brian Hall |
|                       |                                     |              |                                                                                     |                                              |

### Grupa B
| Zespół     | M | Z | R | P | B+ | B- | +/– | Pkt. |
| ---------- | - | - | - | - | -- | -- | --- | ---- |
| San Luis   | 3 | 2 | 0 | 1 | 3  | 1  | +2  | 6    |
| Cruz Azul  | 3 | 2 | 0 | 1 | 2  | 1  | +1  | 6    |
| Monterrey  | 3 | 1 | 0 | 2 | 1  | 2  | –1  | 3    |
| Pumas UNAM | 3 | 1 | 0 | 2 | 1  | 3  | –2  | 3    |

| 2 stycznia 2008 19:00 | Monterrey | 0:10:0raport | Pumas UNAM · Pablo Bonells 68' | Pizza Hut Park, Frisco Sędzia: Ricardo Salazar |
|                       |           |              |                                |                                                |

| 2 stycznia 2008 21:30 | Cruz Azul | 0:1raport | San Luis · Alfredo Moreno 16' (k.) | Pizza Hut Park, Frisco Sędzia: Baldomero Toledo |
|                       |           |           |                                    |                                                 |

| 5 stycznia 2008 19:00 | Cruz Azul · Edgar Andrade 16' | 1:0raport | Monterrey | Robertson Stadium, Houston Sędzia: Jorge González |
|                       |                               |           |           |                                                   |

| 5 stycznia 2008 21:30 | San Luis · Tressor Moreno 8' · Alfredo Moreno 35' | 2:0raport | Pumas UNAM | Robertson Stadium, Houston Sędzia: Jair Marrufo |
|                       |                                                   |           |            |                                                 |

| 8 stycznia 2008 20:00 | Monterrey · Humberto Suazo 12' | 1:0raport | San Luis | Home Depot Center, Carson Sędzia: Abiodun Okulaja |
|                       |                                |           |          |                                                   |

| 8 stycznia 2008 22:30 | Pumas UNAM | 0:1raport | Cruz Azul · Nicolás Vigneri 14' | Home Depot Center, Carson Sędzia: Michael Kennedy |
|                       |            |           |                                 |                                                   |

## Finały
| 12 stycznia 2008 20:00 | San Luis | 0:30:1raport | Atlas · Bruno Marioni 16' · Jorge Achucarro 53', 74' | Home Depot Center, Carson Sędzia: Baldomero Toledo |
|                        |          |              |                                                      |                                                    |

San Luis: Adrián Martínez – Óscar Mascorro, Michael Orozco, Omar Monjaraz (46' → Luis González), Mario Pérez – Israel Martínez, Eduardo Coudet (89' → Ignacio Torres), Octavio Valdez, Braulio Luna – Tressor Moreno (65' → Marcelo Guerrero), Alfredo Moreno. Trener: Raúl Arias.
Atlas: Mario Rodríguez – Omar Flores, Hugo Ayala (55' → Jorge Torres), Diego Colotto, Gerardo Flores – Eduardo Rergis, Christian Valdez, Jorge Hernández, Juan Medina – Jorge Achucarro (82' → Gregorio Torres), Bruno Marioni (89' → Ulises Mendívil). Trener: Miguel Ángel Brindisi.
| 12 stycznia 2008 22:30                                                        | Club América · Salvador Cabañas 9', 43' (k.) · Rodrigo López 117' | 3:3, p.d. k. 5:32:1, 2:2raport                                      | Cruz Azul · César Villaluz 3' · Jaime Lozano 70' (k.) · Edgar Lugo 103' | Home Depot Center, Carson Sędzia: Kevin Stott |
|                                                                               |                                                                   |                                                                     |                                                                         |                                               |
|                                                                               |                                                                   | Rzuty karne                                                         |                                                                         |                                               |
| Salvador Cabañas · Rodrigo López · José Mosqueda · Óscar Rojas · Germán Villa |                                                                   | Edgar Andrade · Nicolás Vigneri · Cristian Riveros · César Villaluz |                                                                         |                                               |

Club América: Guillermo Ochoa – José Castro, Rodrigo Íñigo, Ismael Rodríguez, Óscar Rojas – Germán Villa, Juan Silva, Juan Mosqueda, Richard Núñez (84' → José Mosqueda) – Enrique Esqueda (79' → Rodrigo López), Salvador Cabañas. Trener: Daniel Brailovsky.
Cruz Azul: Óscar Pérez – Carlos Bonet, Denis Caniza (85' → Joel Huiqui), Joaquín Beltrán (65' → Edgar Lugo), Julio Domínguez – Jaime Lozano (98' → Rogelio Chávez), Gerardo Torrado, Cristian Riveros, Edgar Andrade – César Villaluz, Nicolás Vigneri. Trener: Sergio Markarián.
| ZWYCIĘZCA INTERLIGI 2008 |
|                          |
| Club América             |
| 1. TYTUŁ                 |

## Strzelcy
- 5 goli
  -  Bruno Marioni ( Atlas)
- 3 gole
  -  Alejandro Argüello ( Club América)
  -  Salvador Cabañas ( Club América)
- 2 gole
  -  Jorge Achucarro ( Atlas)
  -  Alfredo Moreno ( San Luis)
  -  Vicente Sánchez ( Toluca)
- 1 gol
  -  Edgar Andrade ( Cruz Azul)
  -  Pablo Bonells ( Pumas UNAM)
  -  Christian Giménez ( Toluca)
  -  Ever Guzmán ( Morelia)
  -  Rodrigo López ( Club América)
  -  Jaime Lozano ( Cruz Azul)
  -  Edgar Lugo ( Cruz Azul)
  -  Tressor Moreno ( San Luis)
  -  Richard Núñez ( Club América)
  -  Ismael Rodríguez ( Club América)
  -  Humberto Suazo ( Monterrey)
  -  Nicolás Vigneri ( Cruz Azul)
  -  César Villaluz ( Cruz Azul)
  -  Zinha ( Toluca)